# Аријана 5
Аријана 5 је ракета-носач, део Аријана фамилије ракета, која се користи за лансирање терета у геостационарну и ниску Земљину орбиту. Ракете се производе под надлежношћу Европске свемирске агенције и Француске свемирске агенције. Ербас је главни предузимач. Ракетом оперише и промовише је на тржишту Аријанаспејс. Ербас производи ракете у Европи, док их Аријанспејс лансира из космодрома Куру у Француској Гвајани.
Аријана 5 је 18. јуна 2016. поставла рекорд по маси достављеној у геостацонарну трансферну орбиту. При том лансирању у орбиту су достављена два комуникациона сателита — EchoStar 18 и BRIsat; њихова укупна маса била је 9.840 килограма, што је 337 килограма више од претходног рекорда који је такође држала Аријана 5. Бруто маса терета била је 10.730 kg, у коју улази неколико адаптера на које се сателити монтирају, што значи да су перформансе ракете увећане са 10.500 на преко 10.700 kg у ГТО. Само два месеца касније овај рекорд је поправљен за још 5 kg (10.735 kg).